# Cabrera-Archipel
Der Cabrera-Archipel liegt im Süden der Balearische Inseln und besteht aus 18 Inseln. Der gesamte Archipel gehört zum Nationalpark Archipiélago de Cabrera und ist praktisch unbewohnt, abgesehen von einer Garnison der spanischen Streitkräfte und einigen wenigen zivilen Bewohnern. Geologisch gehört es zu Mallorca; vor ca. 15.000 Jahren wurde Cabrera wegen des steigenden Meeresspiegels von Mallorca abgetrennt.

## Geographie
Der Cabrera-Archipel hat eine Gesamtfläche von 18,36 km² und einer Küstenlinie von 54 Kilometern. Die Inselgruppe liegt zehn Kilometer vor dem Cap de les Salines, der Südspitze Mallorcas. In geologischer Hinsicht sind die Inseln die südliche Verlängerung des Gebirges Serres de Llevant. Zum Archipel gehören 18 Inseln. Die größte ist Cabrera mit 1155 Hektar, gefolgt von der Illa des Conills mit 137 Hektar.
Weitere Inseln des Archipels sind:
Estel de Fora, Estel des Coll, Estel de s’Esclata Sang, Estels Xapats (zwei Inseln), Illa de l’Imperial, Illa de ses Bledes, Illa de ses Rates, Illa des Fonoll, L’Esponja, Na Foradada, Na Plana, Na Pobra, Na Redona, s’Illot de na Foradada und s’Illot Pla.

## Flora
Die potenzielle natürliche Vegetation der Inseln ist eine Garriga mit Wilden Ölbäumen, die Ullastrar genannt wird. Im Ullastrar wachsen weitere Sträucher mit kleinen, ledrigen Blättern wie Phönizischer Wacholder (Juniperus phoenicea subsp. turbinata), Mastixstrauch, Rosmarin, die Kreuzdorn-Art Rhamnus ludovici-salvatoris, Vielblütige Heide, die Meerträubel-Art Ephedra fragilis, Baum-Wolfsmilch und Riesenfenchel. Diese Vegetationsform ist nur noch verstreut anzutreffen. Auf etwa einem Drittel der Fläche von Cabrera Gran stehen heute angepflanzte Aleppo-Kiefern.
Typisch für den Bewuchs an den Steilküsten sind die dornigen Polster von Tragant (Astragalus balearicus), Gamander (Teucrium subespinosum) und Backenklee (Dorycnium fulgurans). Hier gedeihen auch die Baumförmige Strauchpappel (Lavatera arborea) und der Strauch-Schneckenklee (Medicago arborea subsp. citrina). Eine Unterart einer Färberröte-Art (Rubia angustifolia caespitosa) kommt ausschließlich auf Cabrera vor.
Unterwasser-Wiesen aus Mittelmeer-Neptungras (Posidonia oceanica) und verschiedenen Algen sind charakteristisch für das Meeresgebiet um die Cabrera-Inseln. Im klaren Wasser wachsen sie in Tiefen von bis zu 45 Metern.

## Fauna
Die Inseln des Cabrera-Archipels sind eine wichtige Station für viele Zugvögel. Jedes Frühjahr führt die Grup Balear d’Ornitologia i Defensa de la Naturalesa hier eine große Beringungsaktion durch. Demgegenüber ist die Zahl der Vogelarten, die auf den Inseln brüten, mit 26 recht gering. Dazu gehören Fischadler, Eleonorenfalke und Wanderfalke. Es gibt etwa 400 Brutpaare der Korallenmöwe und 1500 Brutpaare der Mittelmeermöwe. Zwischen 80 und 140 Paare des Balearen-Sturmtauchers brüten auf den Inseln Conillera und Fonoll. Auf der Inselgruppe brüten auch Gelbschnabel-Sturmtaucher, Sturmschwalbe und Krähenscharbe.
Als nicht an das Meer gebundene Vogelarten kommen Triel, Blaumerle, Sardengrasmücke, Weißbartgrasmücke, Samtkopf-Grasmücke und Grauschnäpper vor. Stieglitz, Grünling und Bluthänfling sind häufig anzutreffen.
Mit Ausnahme einiger Fledermaus-Arten sind alle landbewohnenden Säugetiere auf den Cabrera-Inseln vom Menschen eingeführt worden. Heute kommen dort beispielsweise Kaninchen, die Kleinfleck-Ginsterkatze und verwilderte Hauskatzen vor. Die Balearen-Eidechse (Podarcis lilfordi) hat sich auf den Inseln in verschiedene Unterarten aufgespaltet.
Im Meer um die Inseln sind Großer Tümmler, Gemeiner Delfin, Blau-Weißer Delfin, Grindwal und gelegentlich der Pottwal anzutreffen. Die Mittelmeer-Mönchsrobbe hatte eines ihrer letzten Vorkommen auf den Cabrera-Inseln. In den Gewässern um Cabrera leben mehr als 200 Arten von Fischen und etwa 1000 Wirbellose Tiere. Zu den auffallendsten Meeresbewohnern gehört die Unechte Karettschildkröte.